# New Line Cinema
New Line Cinema grundades 1967 och är ett av de tio största filmbolagen i Hollywood. Bolaget ägs av Time Warner och har haft flera stora framgångar, där Filmtrilogin om Härskarringen troligtvis är den största.

## Sammanslagning med Warner Bros
New Line Cinema slogs 2008 samman med Warner Bros. Det ekonomiska fiaskot med bland annat Guldkompassen fick stor skuld för beslutet, då New Line Cinema lagt ner över $200 miljoner på att marknadsföra filmen, medan den bara spelade hem $70 miljoner på den amerikanska marknaden.

## New Line Cinema och andra independentbolag
Till skillnad från många andra independentbolag som Orion Pictures, Carolco Pictures, eller Cannon Films, växte New Line Cinema och blev ett av Hollywoods stora bolag, och kulmen kom med Sagan om ringen-trilogin som gav bolaget stor kommersiell framgång.
Innan dess stod New Line Cinema bland annat för filmer som Dark City, The Mask,  Austin Powers-trilogin, Välkommen till Pleasantville, Final Destination-serien , Terror på Elm Street-serien, filmen Friday (och uppföljaren Next Friday och Friday After Next),  John Waters filmer, Turtles-spelfilmerna, filmadaptationen av Mortal Kombat (samt uppföljaren Mortal Kombat: Annihilation) och Rush Hour-filmerna.